# 都唐县
都唐县，中国古县名。又作都篖县。
西晋太康二年（281年）在原汉朝都梦县之地设置都唐县，治所在今云南省文山市境内。属兴古郡。兴古郡或属益州，或属宁州。东晋永和三年（347年）后，都唐县改为西安县。一说南朝宋废。 